# Die Claudi vom Geiserhof
Die Claudi vom Geiserhof ist ein deutsches Stummfilm-Gebirgsdrama von 1917 mit Henny Porten in der Hauptrolle.

## Handlung
Die Claudi vom Geiserhof, ein einfaches aber gutes Mädchen, leidet sehr unter ihrem herrischen Vater, der ihr oft als ein mürrisch-grimmiger und verschlossener Geselle erscheint. Er hadert noch immer damit, dass er nicht Vater eines Sohnes geworden ist, dem er eines Tages den Bauernhof hätte übertragen können. Zu allem Unglück hat sich die Tochter mit einem Burschen, dem Sohn des Spießenhof-Bauers Hieronymus, eingelassen, der sie erst geschwängert und dann mit dem Kind hat sitzen lassen. So kommt jetzt auch noch die Schande, die soziale Schmach hinzu! Der Alte ist unerbittlich, er wirft sein eigen Fleisch und Blut mitsamt dem unehelichen Würmchen vom Hof, und Claudi muss sehen, wo sie und ihr kleines Kind bleiben. Der alte Knecht Jörgl folgt ihr mit dem Vater des ehrlosen Verführers, um sie von einer Verzweiflungstat zurückzuhalten. Und tatsächlich können die beiden verhindern, dass Claudi ihr Neugeborenes in den Abgrund wirft.
Jahre sind ins Land gegangen, und Claudi hat mit ihrem Sohn beim Vater des Kindesvaters Unterschlupf gefunden. Der Junge ist mittlerweile zu einem stattlichen Mann herangewachsen, während Claudi allmählich in eine geistige Umnachtung dahindämmert. Der Kindsvater Hieronymus ist längst fortgezogen, weil er sich nicht dem väterlichen Wunsch beugen wollte, die von hm geschwängerte Claudi zu heiraten. Der alte Geiserhof-Bauer ist mittlerweile zum misanthropischen Sonderling und Menschenhasser geworden und hat sich von allen abgekapselt. Als eine Lawine den Alten mutmaßlich verschüttet, kehrt in Claudi wieder das Leben zurück, und der alte Spiessenhof-Bauer macht ihr einen Antrag, um aus der ausgestoßenen Claudi endlich eine „ehrbare“ Frau zu machen. Claudis Sohn aber kann seine Mutter mit ihrem Vater, der bei dem Lawinenabgang nicht in seiner Hütte war, wieder miteinander versöhnen. Die charakterlose Hieronymus steht an derjenigen Stelle, an der einst Claudi ihren gemeinsamen Sohn in die Tiefe schleudern wollte, breitet seine Arme aus und springt.

## Produktionsnotizen
Die Claudi vom Geiserhof entstand im Messter-Filmatelier in Berlins Blücherstraße 32, passierte die Filmzensur im August 1917 und wurde am 28. September 1917 im Berliner Mozartsaal uraufgeführt. Der vieraktige Film, der bald darauf in Österreich-Ungarn unter dem leicht veränderten Titel Claudi Geiser lief, war je nach Zensurfassung 1572 und 1387 Meter lang. 
Die Bauten schuf Ludwig Kainer.

## Kritiken
„Ein Stück Anzengrubersche Seele, doch nur ein Stück davon, das zuviel Stellen hat, die an der gefährlichen Grenze stehen, wo die beabsichtigte dramatische Wirkung in das Gegenteil umschlagen kann. (…) Der vorliegende Film hat einen so starken menschlichen Untergrund, das es wahrlich nicht leicht ist, ihn zu bannen. (…) Menschen sind es, die uns hier begegnen und deshalb verstehen wir, wenn uns der starre Ehrbegriff des Alten nicht auch gleich verständlich erscheint. (…) Neben den Vorzügen der Handlung kommen die rein technischen Vorzüge. Da ist vor allem die Photographie, die der Operateur Freund besorgt hat, und für die es nur ein einziges Wort der Bewunderung geben kann. Das ist alles plastisch nahe gerückt. (…) Die Inszenierung stammt von Rudolf Biebrach, sie strahlt die ganze Wärme einer Künstlernatur aus, die sich wohlfühlt in der herrlichen Natur. (…) Henny Porten hat sehr viele ausserordentlich feine Momente, so, wenn sie sich zum ersten Mal darüber klar wird, was sie getan hat, wenn dann der Vater ins Zimmer tritt und sie die derangierte Kleider in Ordnung bringt und endlich auch als Geistesabwesende. Henny Porten hat ihren vielen Studien eine neue hinzugefügt. Ihre Mitspielenden sind berühmte Darsteller, jeder von ihnen gab eine Meisterleistung.“

„Dieser Film mit seinen unvergleichlich schönen landschaftlichen Bildern und die menschlich nahegehende, ergreifende Handlung, die uns mitten ins Hochgebirge auf einen Bauernhof führt, bot Henny Porten wieder Gelegenheit, ihre grandiose Kunst zu zeigen. Mit vollendeter Meisterschaft löste diese mit Recht allseits so beliebte Schauspielerin ihre Aufgabe. Sie legte so viel Innigkeit in alle ihre Gebärden und war auch in der Rolle einer geistig Umnachteten so bezwingend, daß man immer wieder ihre vorzügliche Leistung bewundern mußte.“